# Vendemiário

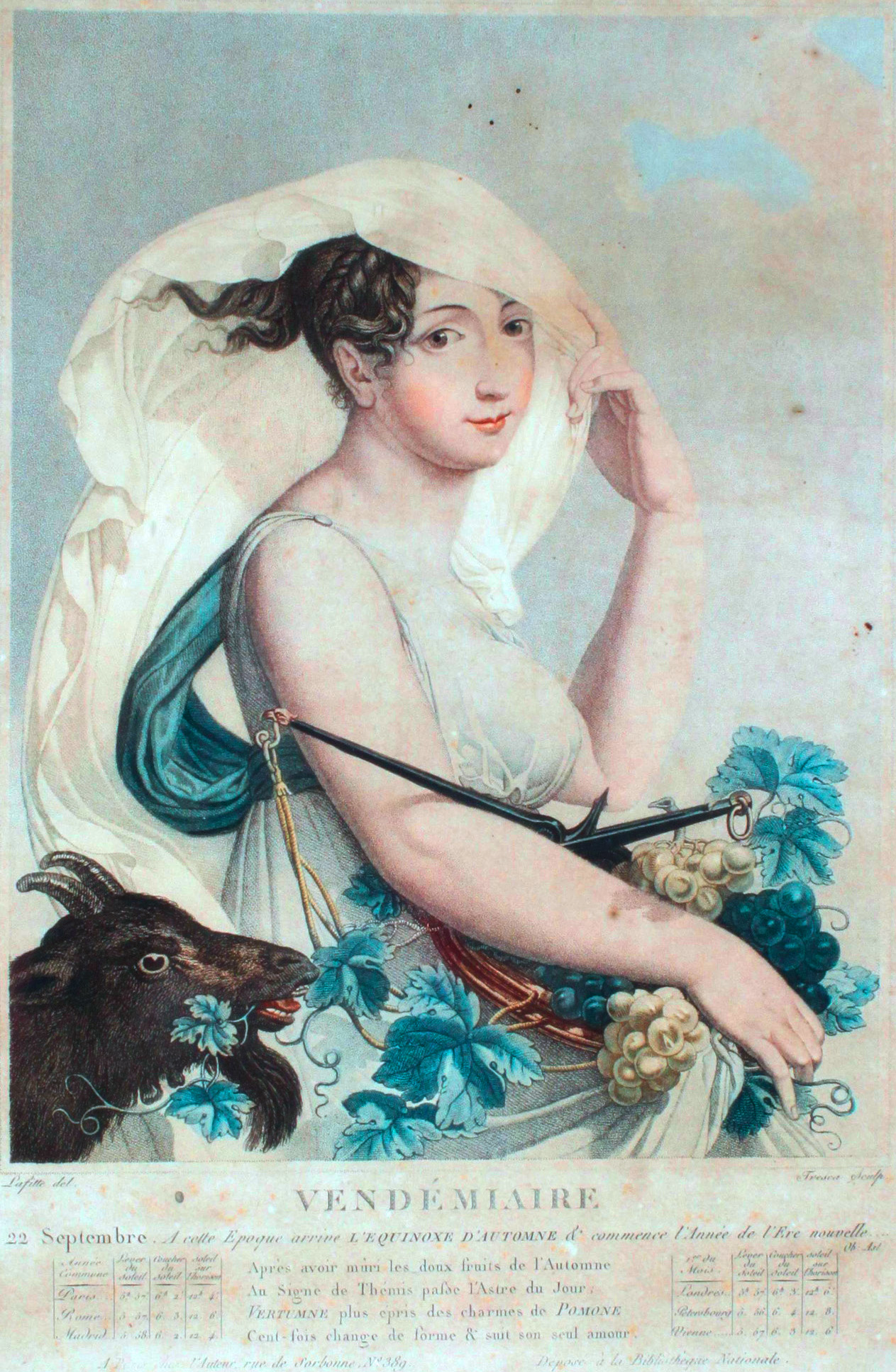
Alegoria do vendemiário

Vendemiário (vendémiaire em francês) ou vindemiário foi o primeiro mês do calendário republicano francês. O mês recebeu o nome da palavra occitana vendemiaire 'colheitadeira de uvas'.
Vendémiaire foi o primeiro mês do trimestre de outono (mois d'automne). Começou no dia do equinócio de outono, que caiu entre 22 e 24 de setembro, inclusive. Assim, terminou entre 21 e 23 de outubro, e foi a estação da vindima nos distritos vinícolas do norte da França. Segue os Sansculottides do ano passado e precede Brumário.

## Tabela de nomes de dias
Como todos os meses do FRC, Vendémiaire durou 30 dias e foi dividido em três semanas de 10 dias, chamadas décades (décadas). De acordo com a sugestão de Fabre d'Églantine, cada um dos dias do ano republicano era consagrado a algum objeto útil.  Assim, todos os dias em Vendémiaire tinham o nome de uma planta agrícola ou ornamental, exceto o 5º (Quintidi) e o 10º dia (Decadi) de cada década, que tinham o nome de um animal doméstico (Quintidi) ou de uma ferramenta agrícola (Decadi).
|          | 1re Décade | 1re Décade            | 2e Décade | 2e Décade                          | 3e Décade | 3e Décade                  |
| Primidi  | 1.         | Uva Passa             | 11.       | Pomme de terre (Batata)            | 21.       | Chanvre (cânhamo)          |
| Duodi    | 2.         | Açafrão (açafrão)     | 12.       | Immortelle (Flor de Palha)         | 22.       | Pênche (Pêssego)           |
| Tridi    | 3.         | Châtaigne (Castanha)  | 13.       | Potiron (abóbora de inverno)       | 23.       | Nabo                       |
| Quartidi | 4.         | Colchique (açafrão)   | 14.       | Réseda (Reseda (fábrica))          | 24.       | Amarills (Amaryllis)       |
| Quintidi | 5.         | Cheval (cavalo)       | 15.       | Âne (burro)                        | 25.       | Bœuf (vaca)                |
| Sextidi  | 6.         | Balsamina (Impatiens) | 16.       | Belle de nuite (Maravilha do Peru) | 26.       | Berinjela (Berinjela)      |
| Septidi  | 7.         | Carotte (Cenoura)     | 17.       | Citrouille (abóbora)               | 27.       | Piment (pimenta malagueta) |
| Octidi   | 8.         | Amaranthe (Amaranto)  | 18.       | Sarrasin (Aveia)                   | 28.       | Tomate (Tomate)            |
| Nonidi   | 9.         | Panais (pastinaga)    | 19.       | Tournesol (girassol)               | 29.       | Orge (cevada)              |
| Decadi   | 10.        | Cuba (IVA)            | 20.       | Preseroiyr (lagar)                 | 30.       | Tonneau (barril)           |

## Tabela de conversão
| I. | II. | III. | V. | VI. | VII. |

| Setembro | 1792 | 1793 | 1794 | 1796 | 1797 | 1798 | Outubro |

| I. | II. | III. | V. | VI. | VII. |

| Setembro | 1792 | 1793 | 1794 | 1796 | 1797 | 1798 | Outubro |

| IV. | VIII. | IX. | X. | XI. | XIII. | XIV. |

| Setembro | 1795 | 1799 | 1800 | 1801 | 1802 | 1804 | 1805 | Outubro |

| IV. | VIII. | IX. | X. | XI. | XIII. | XIV. |

| Setembro | 1795 | 1799 | 1800 | 1801 | 1802 | 1804 | 1805 | Outubro |

| XII. |

| Setembro | 1803 | Outubro |

| XII. |

| Setembro | 1803 | Outubro |